# Europamästerskapen i fälttävlan 1969
Europamästerskapen i fälttävlan 1969 arrangerades på det franska statliga stuteriet Haras du Pin i departementet Orne, Frankrike. Tävlingen var den 9:e upplagan av europamästerskapen i fälttävlan.

## Resultat
| Placering | Ryttare            | Häst         | Land |
| --------- | ------------------ | ------------ | ---- |
| 1         | Mary Gordon-Watson | Cornishman V | GBR  |
| 2         | Richard Walker     | Pasha        | GBR  |
| 3         | Bernd Messman      | Windspiel    | FRG  |

| Placering | Land           |
| --------- | -------------- |
| 1         | Storbritannien |
| 2         | Sovjetunionen  |
| 3         | Västtyskland   |